# Lampides semperi
Lampides semperi är en fjärilsart som beskrevs av Hans Fruhstorfer 1916. Lampides semperi ingår i släktet Lampides och familjen juvelvingar. Inga underarter finns listade i Catalogue of Life.